# Ole Johansen Winstrup
Ole Johansen Winstrup (12. august 1782 i Vinstrup, Sønder Asmindrup Sogn, Holbæk Amt – 20. december 1867) var en dansk mekaniker.
Han var søn af husmand Johan Hansen. 1799 kom han til København, hvor han lærte mølleri og møllebyggeri. 1804-11 lå han inde som gardist, og i den tid beskæftigede han sig meget med forskellige mekaniske problemer, bl.a. med bygningen af en undervandsbåd til ødelæggelse af orlogsskibe. Resultatet blev en dobbelt kajak, der fik anvendelse som depechebåd; han blev i den anledning Dannebrogsmand. Efter soldatertiden købte han et lille sted langt ude på Vesterbro og kastede sig over tilvirkning af agerbrugsredskaber; det var det første større værksted for sådanne her i landet. Fra 1822-25 udgav han et billedværk over agerdyrkningsredskaber. På en rejse i Tyskland gjorde han bekendtskab med Johann Gottlob Nathusius i Althaldensleben ved Magdeburg, og fra 1824-28 havde han et eget værksted der, hvor han (1826) byggede en lille 2 hestes dampmaskine til et københavnsk bryggeri, der blev bestyret af Hans Bagger Momme. Det var den første her i landet brugte dampmaskine, der byggedes af en dansk. Senere byggede han flere. 1827 fik han bevilling til at oprette et jernstøberi, 1829 til at drive en vejrmølle, 1834 til at drive en dampmølle. Da Den polytekniske Læreanstalt oprettedes, blev han den første forstander for dens værksteder (1829). Winstrup var en dygtig natur, men hans urolige og stridbare sind lod ham ikke blive ved, hvad han tog fat på. 1847 søgte han posten som vandinspektør i København. Han døde 20. december 1867, noget over 85 år, rask og rørig og fuld af planer til det sidste.
11. juni 1813 havde han ægtet Ane Margrethe Hanberg (1794 – 10. november 1852).